# Graffigny-Chemin
Graffigny-Chemin ist eine französische Gemeinde mit 198 Einwohnern (Stand: 1. Januar 2022) im Département Haute-Marne in der Region Grand Est. Sie gehört zum Arrondissement Chaumont und zum Kanton Poissons. 
Nachbargemeinden sind Bourmont-entre-Meuse-et-Mouzon mit Bourmont im Norden, Soulaucourt-sur-Mouzon im Nordosten, Vrécourt im Osten, Robécourt im Südosten, Chaumont-la-Ville im Süden, Doncourt-sur-Meuse, Hâcourt und Malaincourt-sur-Meuse im Südwesten sowie Brainville-sur-Meuse im Westen.

## Bevölkerungsentwicklung
| Jahr                       | 1962 | 1968 | 1975 | 1982 | 1990 | 1999 | 2008 | 2018 |
| -------------------------- | ---- | ---- | ---- | ---- | ---- | ---- | ---- | ---- |
| Einwohner                  | 394  | 370  | 329  | 319  | 273  | 212  | 230  | 223  |
| Quellen: Cassini und INSEE |      |      |      |      |      |      |      |      |

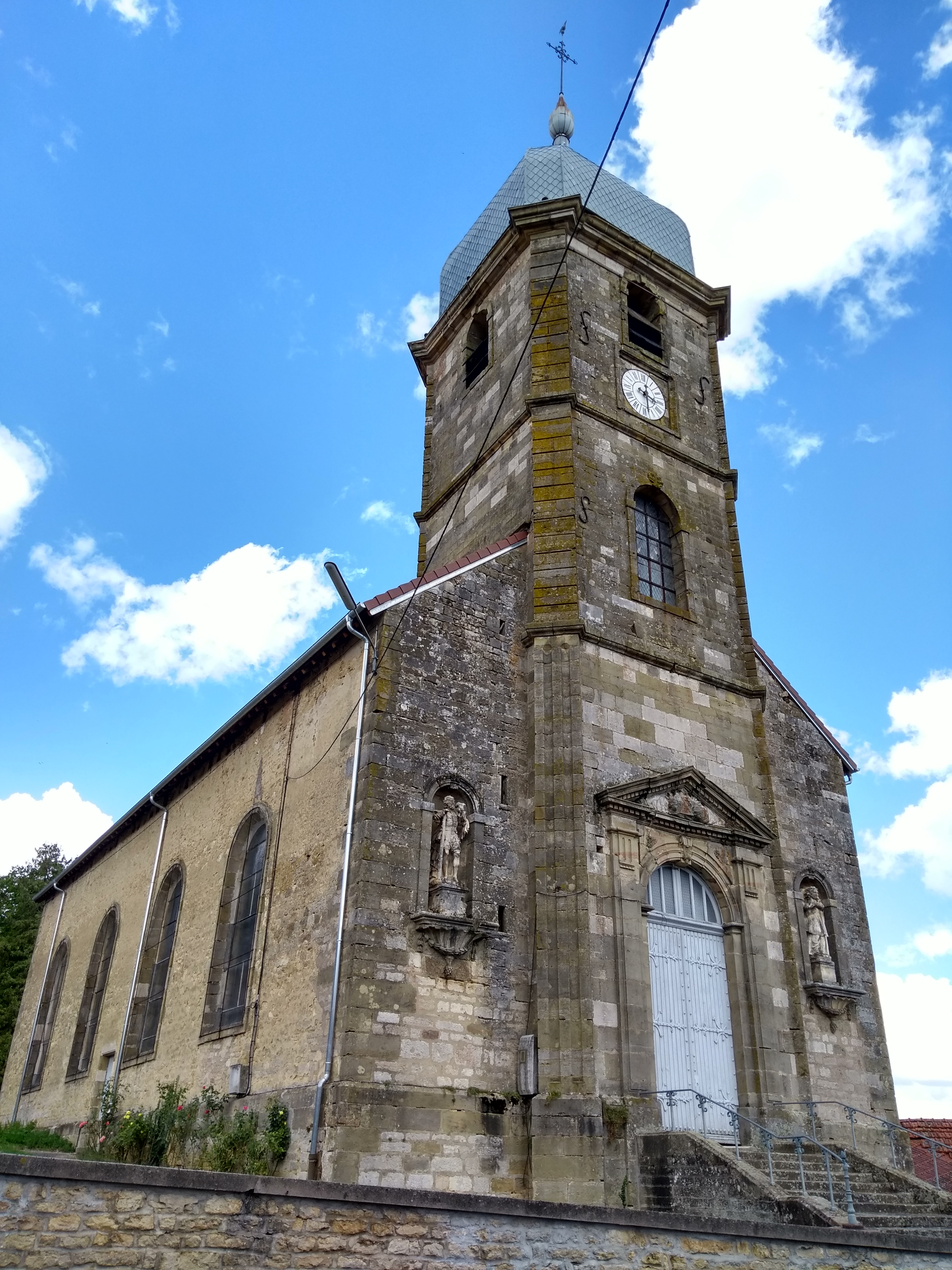
Kirche Saint-Élophe-Saint-Christophe in Graffigny
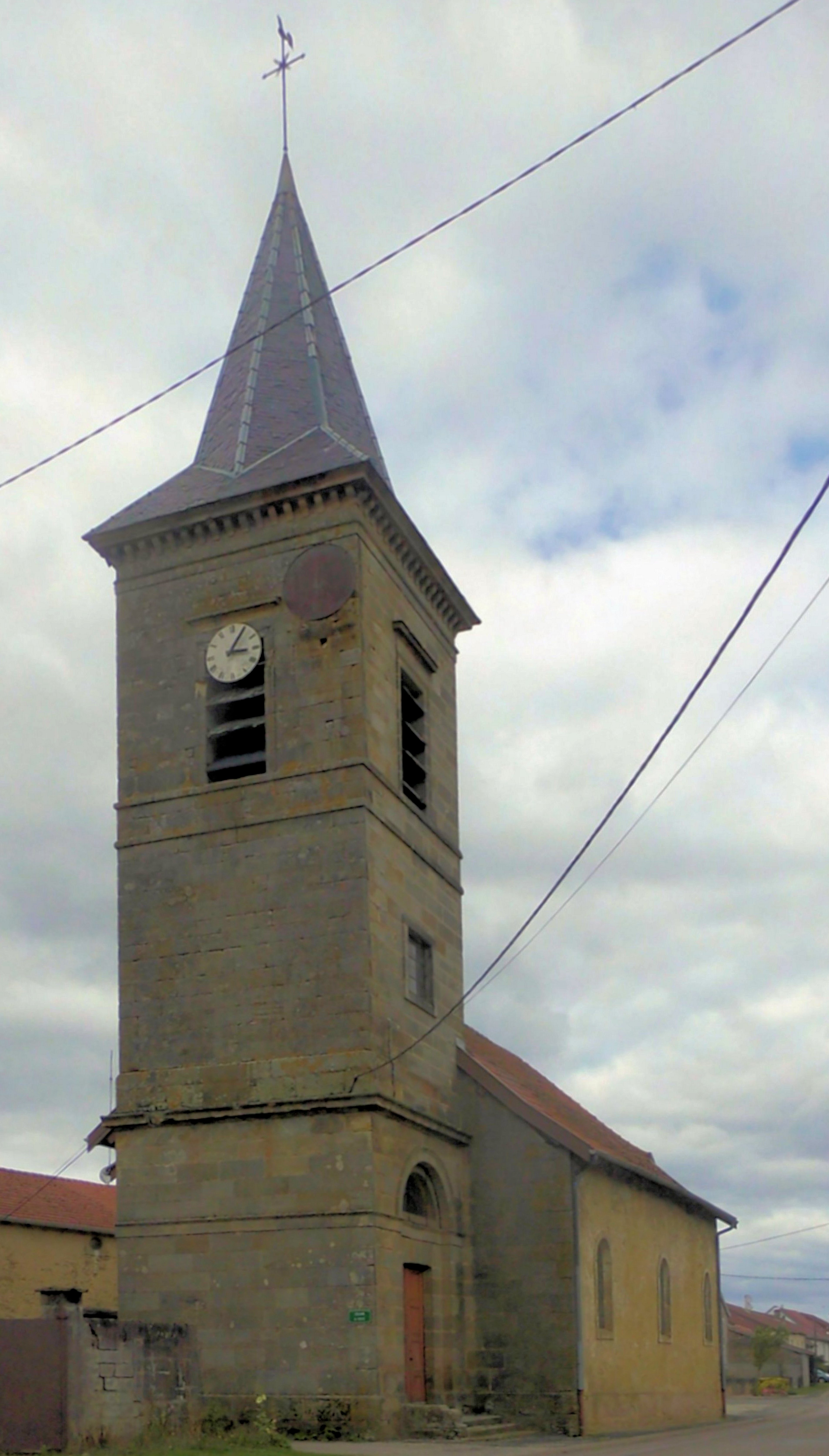
Kirche Saint-Nicolas in Chemin
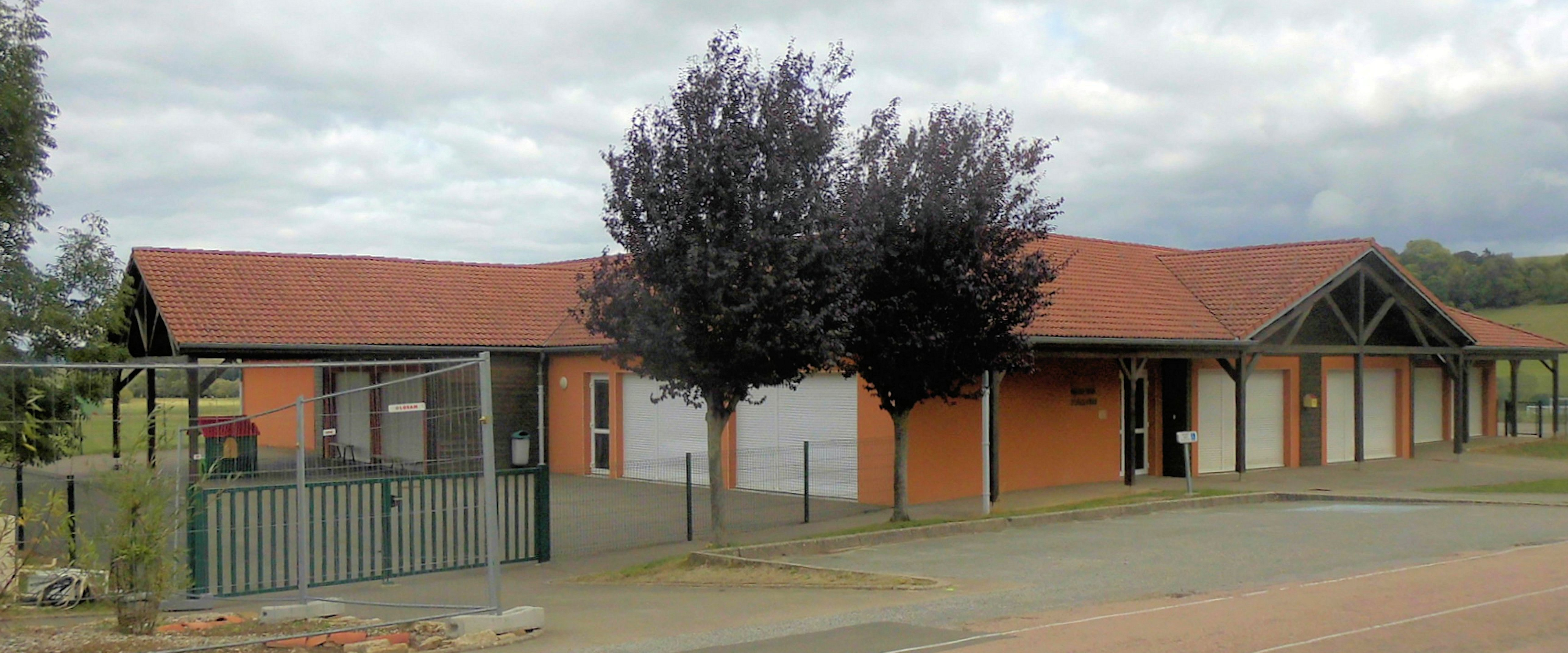
Schule Graffigny-Chemin